# Коган, Герман
Ге́рман Ко́ган (англ. Herman Kogan; 6 ноября 1914 года — 8 марта 1989 года) был американским журналистом, который провёл пятьдесят лет, описывая город Чикаго; в том числе — в газетах:
- «Чикагские ежедневные новости» (англ. Chicago Daily News) и
- «Чикаго Сан-Таймс» (англ. Chicago Sun-Times).

## Биография
Коган, выпускник 1936 года Чикагского университета, автор нескольких книг, в том числе:
- 1943 — «Лорды насыпи» («англ. Lords of the Levee»; в соавторстве с Ллойдом Вендтом (англ. Lloyd Wendt); издательство Боббз-Меррилл (англ. Bobbs-Merrill Company));
- 1952 — «Дать даме то, чего она хочет: История фельдмаршала и компании» (англ. Marshall Field's; в соавторстве с Ллойдом Вендтом, издательство Рэнд Макнелли (англ. Rand McNally));
- 1953 — «Большой Билл Чикаго»[4] (в соавторстве с Ллойдом Вендт, издательство Боббз-Меррилл (англ. Bobbs-Merrill Company));
- 1958 — «Чикаго: иллюстрированная история» (в соавторстве с Ллойдом Вендтом; Бонанза, 1958).
- 1958 — «Великий ЭБ: История Британники» (издательство Университет Чикаго пресс (англ. University of Chicago Press));
- 1976 — «Вчера в Чикаго» (издательство Е.А. Симан (англ. E.A. Seemann Publishing));

## Личная жизнь
Коган был отцом нынешнего журналиста Чикаго Трибьюн и радиоведущего на радио ВБЕЗ (англ. WBEZ) Рика Когана (англ. Rick Kogan).
 
Коган был евреем.

## Память
В Чикаго установлена премия для журналистов и репортёров имени Германа Когана (Herman Kogan Media Awards).

## Интересные факты
Герман Коган был членом студенческого общества Фи-Бета-Каппа (англ. Phi Beta Kappa Society).